# Creel
Creel és una ciutat de l'estat de Chihuahua amb 5.000 habitants. És a la Serra Tarahumara a 1.150 metres d'altitud. El nom original de la ciutat era "Norogachi", que en català vol dir "El Pas Gran". La ciutat va créixer molt en les últimes dècades, sobretot en l'àrea turística, en ser declarada Pueblo Mágico (Poble Màgic).